# 864

## Събития
- Княз Борис I покръства царския двор и българите.

## Починали
- 13 септември – Пиетро Традоник, дож на Венецианската република.